# Etnografika
Etnografika er artefakter (kulturprodukter) fra etnografiske områder. Eksempler: grønlandske tupilakker, sameknive, afrikanske skamler, masker, figurer.
Etnografika er et område inden for sløjdundervisningen, tæt forbundet med kulturteknikker. Ordet forekommer normalt kun i flertal: etnografika (plurale tantum); entalsformen er: et etnografikum.